# Garou (cântăreț)
Garou (n. 26 iunie 1972, Sherbrooke⁠(d), provincia Québec, Canada) este un cântăreț canadian. Numele său real este Pierre Garand.

## Profil
Pe când a fost descoperit de Luc Plamondon, cânta blues în barurile orașului Sherbrooke. Plamondon îi propune să joace rolul lui Quasimodo în musicalul Notre-Dame de Paris, rol care îl transformă în star. După musical, Garou reușește să-și înceapă o carieră muzicală, abordând în special genul pop. Modul în care arată și în care cântă, l-au transformat într-un veritabil sex symbol al zilelor noastre.

## Discografie
- Version Intégrale  (2010)
- Gentleman cambrioleur (2009)
- Piece of my soul (2008)

1. „Stand up”
2. „Accidental”
3. „Burning”
4. „Heaven's table”
5. „All the way”
6. „Take a piece of my soul”
7. „What's the time in NYC”
8. „You and I”
9. „First day of my life”
10. „Nothing else matters”
11. „Back for more”
12. „Beautiful regret”
13. „Coming home”

- Garou (2006)

1. „Le Temps Nous Aime”
2. „Je Suis Le Même”
3. „Plus Fort Que Moi”
4. „L'injustice”
5. „Que Le Temps”
6. „Même Par Amour”
7. „Dis Que Tu Me Retiendras”
8. „Trahison”
9. „Milliers De Pixels”
10. „Je Suis Debout”
11. „Viens Me Chercher”
12. „Quand Je Manque De Toi”

- Reviens (2003) (ascultă Arhivat în 27 septembrie 2007, la Wayback Machine.)

1. „Passe Ta Route”
2. „Et Si on Dormait”
3. „Hemingway”
4. „Aveu”
5. „Reviens (Où Te Caches-Tu?)”
6. „Pour l'Amour d'Une Femme”
7. „Pendant Que Mes Cheveux Poussent”
8. „Filles”
9. „Sucre et le Sel”
10. „Quand Passe la Passion”
11. „Coeur de la Terre”
12. „Prière Indienne”
13. „Tout Cet Amour Là”
14. „Ne Me Parlez Plus d'Elle”
15. „Ton Premier Regard”
16. „Dernière Fois Encore (cu Gildas Arzel)”

- Seul... avec vous (2001) (ascultă Arhivat în 27 septembrie 2007, la Wayback Machine.)

1. „Je N'attendais Que Vous”
2. „Gitan”
3. „Que L'amour Est Violent”
4. „La Boheme”
5. „Au Plaisir De Ton Corps”
6. „Ce Soir On Danse A Naziland”
7. „Demande Au Soleil”
8. „Belle”
9. „Au Bout De Mes Reves”
10. „You Can Leave Your Hat On”
11. „Medley R&B: Sex Machine/Everybody/Shout/I Feel Good”
12. „Dieu Que Le Monde Est Injuste”
13. „Seul”
14. „Le Monde Est Stone”

- Seul (2000) (ascultă Arhivat în 27 septembrie 2007, la Wayback Machine.)

1. „Gitan”
2. „Que l'Amour Est Violent”
3. „Demande au Soleil”
4. „Seul”
5. „Sous le Vent” (cu Celine Dion)
6. „Je N'Attendais Que Vous”
7. „Criminel”
8. „Calme Plat”
9. „Plaisir de Ton Corps”
10. „Moitié du Ciel”
11. „Lis Dans Mes Yeux”
12. „Jusqu'à Me Perdre”
13. „Gambler”
14. „Adieu”

- Altele
  - „Tu es comme ça” cu Marilou Bourdon (2005)